# 雪本愁二
雪本 愁二（ゆきもと しゅうじ、1976年 - ）は、日本の漫画家。高知県出身。国際デザインカレッジマンガ科卒業。講談社から単行本が刊行された『けもらいふ』や、『まんがライフSTORIA』に連載された『ゆづちゃんはハリネズミがささってる』、『good!アフタヌーン』において連載された『サメガール』などの作品がある。

## 経歴
小学生の時から漫画を描いており、「週刊少年誌が最も売れた時代」に夢中で漫画本を読み漁っていたと回顧している。世界設定や登場人物が魅力的な『らんま1/2』が好きで、何度も読み返したという。城山高校を卒業後、1996年に国際デザインカレッジ（現在の国際デザイン・ビューティカレッジ）を卒業。その後は関東で漫画家のアシスタントなどをしていたが、2011年に家族とともに帰郷して香南市赤岡町に居住。2012年の第24回黒潮マンガ大賞（高知新聞社主催）において「あくまのあわ屋」が入選する（当時のペンネームは「ぐりぐら」）。審査員の西原理恵子は「絵が好き。エッセー漫画とか描けるよ」と評した。その後はデザイン事務所などを経て、2016年に独立する。
2017年には、同年放送のテレビアニメ『アリスと蔵六』の公式サイトに連載されていたスピンオフ作品『ワンダれ!!アリスと蔵六学園』が、単行本2巻として徳間書店（RYU COMICS）から刊行された。2018年1月1日の『読売新聞』大阪版に掲載された記事において雪本は、イラストをインターネット上に投稿したことがきっかけで全国から仕事の依頼を受けるようになり、「昔に比べてチャンスが増えた」ことを実感した述べている（おもに企業PR用の四コマ漫画を執筆しているという）。自身の作品が書店に並ぶことには魅力を感じるが、ウェブ漫画の場合は高知からでも全国に発信でき、すぐに反応が返ってきて「何が読者に『うける』か分かる」ことが強みであるとしている。
同年の2月頃から、ペットのインコや子どものぬいぐるみなど身近なモチーフから着想を得た漫画をTwitterに投稿するようになる（作中に巨大なセキセイインコ「ピーちゃん」が登場し、ペットの「ピー助」がモデルとなっている）。「ハリネズミの刺さった女の子の画」に対する反響が大きく、その後は「ちょっと変わった動物たちのくすっと笑える漫画」によって、1年前には5000人ほどだったフォロワーが5万人を上回った。そして講談社の漫画投稿サイトにおいて編集者と知り合ったことが、『けもらいふ』出版のきっかけになったという。
『講談社コミックプラス』の記事では『けもらいふ』について、「かわいい動物」と「かわいい女の子」という二つの要素から成り立っている作品であり、「心地よい情報だけを表示する」というTwitterの特徴に合致する「SNSマーケティングのセオリーどおりの作品」であるとしている。しかし「奇妙で奇天烈で不思議」なキャラクター達が「安易なセオリー化」を拒んでおり、作品のオリジナリティが表現されている点が最も優れていると評価されている。なお雪本は、「仕事と思わず楽しんで描くのを念頭に置いてるので、あまり行き詰まることはなかった」と述べている。またキャラクターの中では、前述したインコの「ピーちゃん」の反響が最も大きく、ほかにハリネズミやヒヨコの反響も大きいという。『まんがライフSTORIA』では、2018年5月30日発売のVol.30から2019年7月30日発売のVol.37にかけて、前述のハリネズミと生活する女子高生が主人公の『ゆづちゃんはハリネズミがささってる』が連載され、同年に単行本として刊行された。
まんがライフストーリアダッシュの「'18 初夏の読み切りダッシュ!!」において掲載された作品「夏雪」は、ねとらぼにおいて「たまらずキュンとなる展開」で人気を集めていると紹介されており、「'18 夏の終わりの読み切りダッシュ」において「大好評につき」続編が掲載された。雪本は「とけて消えてしまいそうな、儚さと切なさ」がある「夏の雪女」を題材にしたとし、「はじめてバズった作品」で『サメガール』の担当と知り合うきっかけになったと述べている。
『good!アフタヌーン』では、2019年5月7日発売の6号から巨大化した海洋生物と戦うサメのパペットを付けた女子高生を描いたラブコメディ作品『サメガール』が連載されており、2020年に刊行された単行本第1巻では帯に山本崇一朗のコメントが掲載されている。雪本は、「キャラクターの自然な動き」を意識しつつ「男性読者の視点で、共感が得られやすい内容も考えながら」描いた作品であると述べている。同年4月29日の『高知新聞』では、雪本についてTwitterで7万9千人以上のフォロワーを持つ人気であると紹介されている。

## 作品リスト
- ワンダれ!!アリスと蔵六学園（『アリスと蔵六』2017年4月 - 2017年7月） - 公式サイトにおいて連載されていたスピンオフ作品。2017年10月に徳間書店より単行本2巻（ISBN 978-4-19-950594-2・ISBN 978-4-19-950595-9）として刊行されている。
- ゆづちゃんはハリネズミがささってる（『まんがライフSTORIA』Vol.30 - Vol.37） - 2018年5月から翌2019年にかけて連載。同年9月に竹書房より単行本（ISBN 978-4-801-96753-3）が刊行。
- 夏雪（『まんがライフストーリアダッシュ』） - 講談社の漫画投稿サイト『DAYS NEO』に応募するため、2018年5月に描いた作品とされる[16]。
- 『けもらいふ』 - 講談社より2018年11月に刊行（ISBN 978-4-06-513616-4）。オリジナル作品としては初の単行本。
- サメガール（『good!アフタヌーン』6号 - 2021年12号[22]） - 2019年5月から2021年11月まで連載。2020年4月に講談社より単行本第1巻（ISBN 978-4-065-19147-7）が刊行。同年8月には第2巻（ISBN 978-4-065-20435-1）が刊行されている。
- くりことびより（『good!アフタヌーン』2022年12号[23] - 2024年7号[24]）
- まひろとあさひ（原作：ねことうふ、『お兄ちゃんはおしまい！ 公式アンソロジーコミック』3巻、2023年[25]） - 『お兄ちゃんはおしまい！』のアンソロジー寄稿作品。
- 冷遇された第七皇子はいずれぎゃふんと言わせたい！（原作：taki210、『アルファポリス』2025年5月27日[26] - ）